# Idaea onca
Idaea onca là một loài bướm đêm trong họ Geometridae.